# Lamar Green
Lamar Anthony Green (nacido el 22 de marzo de 1947 en Birmingham, Alabama) es un exjugador de baloncesto estadounidense que disputó cinco temporadas en la NBA y una más en la ABA. Con 2,01 metros de estatura, jugaba en la posición de ala-pívot.

## Trayectoria deportiva

### Universidad
Jugó durante tres temporadas con los Eagles de la Universidad Estatal de Morehead, en las que promedió 11,3 puntos y 12,7 rebotes por partido. En sus dos últimas temporadas fue incluido en el mejor quinteto de la Ohio Valley Conference. Figura en la actualidad como el quinto máximo reboteador de los Eagles, con 914 rebotes.

### Profesional
Fue elegido en la trigésimo tercera posición del Draft de la NBA de 1969 por Phoenix Suns, y también por los Oakland Oaks en el Draft de la ABA, fichando por los primeros. Allí jugó cinco temporadas, ejerciendo como suplente de Connie Hawkins. Su temporada más destacada fue la 1972-73, en la que promedió 6,7 puntos y 9,3 rebotes por partido, el segundo mejor reboteador del equipo tras Neal Walk.
En 1974 entra en el Draft de Expansión que se celebra por la llegada a la liga de un nuevo equipo, los New Orleans Jazz, quienes lo eligen para su plantilla. Pero tras 15 partidos en los que promedia 3,8 puntos y 7,3 rebotes, es despedido, fichando semanas después por los Virginia Squires de la ABA, retirándose al finalizar la temporada.

## Estadísticas de su carrera en la NBA y la ABA

### Temporada regular
| Temporada | Edad | Equipo           | Liga  | P   | TIT | MIN  | TC  | TCA | %TC  | 3P  | 3PA | %3P | TL  | TLA | %TL  | R.OF. | R.DEF. | REB | ASIS | ROB | TAP | PER | FP  | PTS |
| 1969-70   | 22   | Phoenix Suns     | NBA   | 58  |     | 12.1 | 1.7 | 4.0 | .432 |     |     |     | 0.7 | 1.2 | .586 |       |        | 4.8 | 0.3  |     |     |     | 2.0 | 4.2 |
| 1970-71   | 23   | Phoenix Suns     | NBA   | 68  |     | 19.5 | 2.5 | 5.4 | .453 |     |     |     | 0.9 | 1.6 | .604 |       |        | 6.9 | 0.8  |     |     |     | 3.0 | 5.9 |
| 1971-72   | 24   | Phoenix Suns     | NBA   | 67  |     | 14.8 | 2.0 | 4.4 | .446 |     |     |     | 1.0 | 1.3 | .733 |       |        | 5.2 | 0.7  |     |     |     | 2.0 | 5.0 |
| 1972-73   | 25   | Phoenix Suns     | NBA   | 80  |     | 25.6 | 2.8 | 6.5 | .431 |     |     |     | 1.1 | 1.5 | .754 |       |        | 9.3 | 1.1  |     |     |     | 3.3 | 6.7 |
| 1973-74   | 26   | Phoenix Suns     | NBA   | 72  |     | 15.3 | 1.8 | 4.4 | .407 |     |     |     | 0.5 | 0.9 | .559 | 1.2   | 3.7    | 4.9 | 0.6  | 0.4 | 0.5 |     | 2.1 | 4.1 |
| 1974-75   | 27   | TOTAL            | TOTAL | 66  |     | 17.2 | 2.1 | 5.2 | .409 | 0.0 | 0.0 |     | 0.7 | 1.1 | .662 | 1.7   | 3.8    | 5.5 | 1.0  | 0.3 | 0.5 | 0.9 | 2.7 | 5.0 |
| 1974-75   | 27   | New Orleans Jazz | NBA   | 15  |     | 18.7 | 1.6 | 4.7 | .343 |     |     |     | 0.6 | 1.3 | .450 | 1.9   | 5.4    | 7.3 | 1.1  | 0.3 | 0.3 |     | 2.5 | 3.8 |
| 1974-75   | 27   | Virginia Squires | ABA   | 51  |     | 16.8 | 2.3 | 5.3 | .426 | 0.0 | 0.0 |     | 0.8 | 1.1 | .741 | 1.7   | 3.3    | 5.0 | 0.9  | 0.3 | 0.5 | 1.2 | 2.7 | 5.3 |
| Total     |      |                  | TOTAL | 411 |     | 17.8 | 2.2 | 5.1 | .430 | 0.0 | 0.0 |     | 0.8 | 1.3 | .660 | 1.4   | 3.7    | 6.2 | 0.8  | 0.4 | 0.5 | 1.2 | 2.5 | 5.2 |
|           |      |                  | NBA   | 360 |     | 17.9 | 2.2 | 5.0 | .430 |     |     |     | 0.9 | 1.3 | .650 | 1.3   | 4.0    | 6.4 | 0.7  | 0.4 | 0.5 |     | 2.5 | 5.2 |
|           |      |                  | ABA   | 51  |     | 16.8 | 2.3 | 5.3 | .426 | 0.0 | 0.0 |     | 0.8 | 1.1 | .741 | 1.7   | 3.3    | 5.0 | 0.9  | 0.3 | 0.5 | 1.2 | 2.7 | 5.3 |

##### Playoffs
| Temp.   | Edad | Equipo       | Liga | P | MIN | TCA | TC | 3PA | 3P | TLA | TL | R.OF. | REB | ASIS | ROB | TAP | PER | FP | PTS | %TC  | %3P | %FT  | MIN  | PTS | REB | AST |
| 1969-70 | 22   | Phoenix Suns | NBA  | 6 | 69  | 8   | 28 |     |    | 2   | 5  |       | 23  | 5    |     |     |     | 8  | 18  | .286 |     | .400 | 11.5 | 3.0 | 3.8 | 0.8 |
| Total   |      |              | NBA  | 6 | 69  | 8   | 28 |     |    | 2   | 5  |       | 23  | 5    |     |     |     | 8  | 18  | .286 |     | .400 | 11.5 | 3.0 | 3.8 | 0.8 |